# André François-Poncet
André François-Poncet (Provins, Seine-et-Marne, 13 juni 1887 - Parijs, 8 januari 1978) was een Frans diplomaat en politicus. Hij was onder meer Frans ambassadeur in Berlijn (1931-1938) en Rome (1938-1940).

## Biografie
François-Poncets vader was rechter aan het Hof van Beroep van Parijs.
Hij bezocht scholen in Meaux en Offenburg (Groothertogdom Baden) en studeerde Germanistiek (1907-1910) aan het Institut d'étude politiques de Paris (Parijse Instituut van Politieke Studies) en aan de universiteiten van München, Heidelberg en Berlijn. Tijdens zijn opleiding maakte hij grondig kennis met de Duitse cultuur en politiek. Na zijn promotie was hij werkzaam voor de Universiteit van Montpellier.
François-Poncet nam als luitenant der infanterie deel aan de Eerste Wereldoorlog. Nadat hij gewond raakte, trad hij toe tot de diplomatieke dienst. Van 1917 tot 1919 was hij als persattaché verbonden aan het Franse gezantschap te Bern (Zwitserland). Vervolgens was hij als Frans ambtenaar werkzaam in het bezette Rijnland en was hierna werkzaam voor de Internationale Economische Missie in de Verenigde Staten van Amerika.
Van 1924 tot 1932 was hij voor het departement Seine lid van de Kamer van Afgevaardigden (Chambre des Députés). In de Kamer van Afgevaardigden maakte hij deel uit van de fractie van de centrumrechtse Alliance Démocratique. Van 1928 tot 1930 was hij onderstaatssecretaris van Onderwijs en Schone Kunsten en van 1930 tot 1931 was hij onderstaatssecretaris van Economische Zaken in diverse opeenvolgende kabinetten.

### Ambassadeur
François-Poncet was van 1931 tot 1938 ambassadeur van Frankrijk in het nationaalsocialistische Duitsland van Adolf Hitler. Als ambassadeur stond hij in Berlijn bekend als de "best geïnformeerde ambassadeur in Duitsland". Inderdaad was François-Poncet bijna overal van op de hoogte en voelde hij aan wat de bedoelingen van Hitler waren en waarschuwde menigmaal de regering in Parijs, die daar weinig aandacht aan schonk. In 1936 stelde hij de regering-Sarraut op de hoogte van Hitlers voornemen het krachtens de Vrede van Versailles (1919) gedemilitariseerde Rijnland te bezetten. Deze hechtte echter geen waarde aan deze boodschap; kort hierop ging Hitler daadwerkelijk over tot de bezetting van het Rijnland.

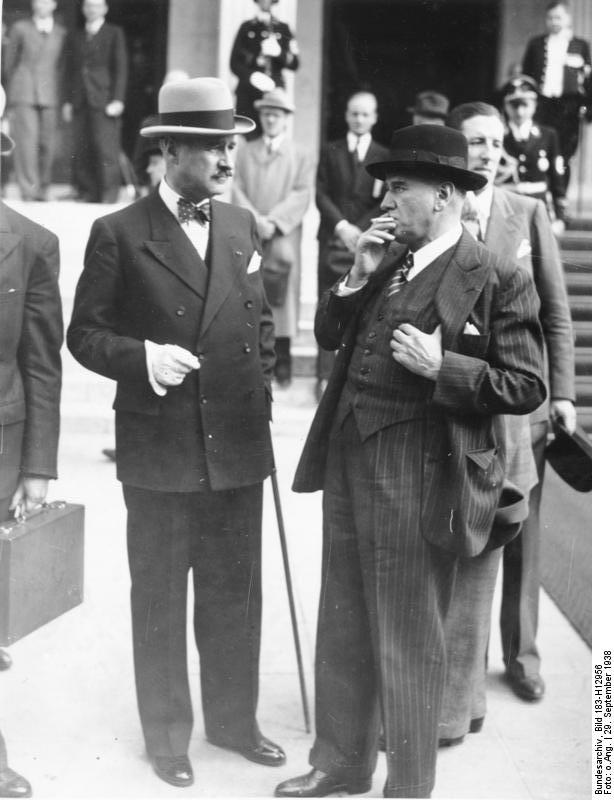
Édouard Daladier en André François-Poncet na de ondertekening van het Verdrag van München (1938)

In 1938 was hij aanwezig bij de ondertekening van het Verdrag van München (29/30 september 1938).
In 1938, na een laatste afscheidsbezoek aan Hitler op de Berghof, werd hij benoemd tot ambassadeur in Rome, wat hij tot 1940 bleef. In 1939 waren hij en de Franse ambassadeur bij de Heilige Stoel, François Charles-Roux, de enige buitenlandse diplomaten die door Paus Pius XII op de hoogte werden gesteld van diens voornemen een vredesconferentie te houden met  Frankrijk, Duitsland, het Verenigd Koninkrijk, Italië en Polen, die er overigens nooit kwam.
Op 10 juni 1940 overhandigde de Italiaanse minister van Buitenlandse Zaken, conte Galleazzo Ciano, aan François-Poncet de Italiaanse oorlogsverklaring aan het nagenoeg verslagen Frankrijk.
In januari 1941 aanvaardde hij het lidmaatschap van de Nationale Raad (Conseil National), het adviesorgaan van de Vichy-regering. Daarnaast fungeerde hij als controleur-generaal van de Pers. Na de Duitse bezetting van Vichy-Frankrijk in november 1942 werd François-Poncet gearresteerd en afgevoerd naar Duitsland. In 1945, nadat Duitsland was verslagen, kwam François-Poncet vrij.

### Hoge Commissaris
In 1949 tekende François-Poncet namens Frankrijk de Akkoorden van Petersberg, welke voorzagen in een spoedig herstel van de soevereiniteit van (West-)Duitsland. Op 21 september 1949 werd André François-Poncet benoemd tot hoge commissaris van de Franse bezettingszone in Duitsland, hetgeen hij tot 5 mei 1955 bleef.
In 1952 werd François-Poncet als opvolger van maarschalk Philippe Pétain (het vroegere staatshoofd van Vichy-Frankrijk) lid van de Franse Academie (Académie française). Tijdens zijn eerste toespraak voor de academie liet hij zich onpartijdig uit over zijn voorganger.
Van 1955 tot 1967 was hij vicevoorzitter, later voorzitter, van het Franse Rode Kruis. Daarnaast was hij ook voorzitter van het Permanente Comité van het Internationale Rode Kruis.
In zijn latere jaren was hij medewerker van Figaro en zette hij zich op vele terreinen in voor Frans-Duitse samenwerking.

## Regeringsposten
- Onderstaatssecretaris van Technisch Onderwijs en Schone Kunsten van 13 november 1928 tot 27 juli 1929 in het kabinet-Poincaré V
- Onderstaatssecretaris van Technisch Onderwijs en Schone Kunsten van 29 juli 1929 tot 3 november 1929 in het kabinet-Briand XI
- Onderstaatssecretaris van Schone Kunsten van 3 november 1929 tot 21 februari 1930 in het kabinet-Tardieu I
- Onderstaatssecretaris van Economische Zaken van 2 maart 1930 tot 13 december 1930 in het kabinet-Tardieu II
- Onderstaatssecretaris van Economische Zaken van 27 januari 1931 tot 13 juni 1931 in het kabinet-Laval I
- Onderstaatssecretaris van Economische Zaken van 13 juni 1931 tot 3 september 1931 in het kabinet-Laval II

## Familie
François-Poncet is de vader was Jean François-Poncet (*1928), minister van Buitenlandse Zaken onder president Valéry Giscard d'Estaing (1978-1981) en oudsenator (1983-2004) voor de UMP. Hij is getrouwd met Marie-Thérèse de Mitry, dochter van de graaf de Mitry.

## Citaat
Einer der größten Fehler der Deutschen ist, nicht glauben zu wollen, dass ihre Regierung auch lügen kann.— François-Poncet
Een der grootste fouten van Duitsers is niet te willen geloven, dat hun regering ook kan liegen— François-Poncet

## Werken
- La vie et l'œuvre de Robert Pinot, Paris, Armand Colin, 1927, 356 p.
- Souvenirs d'une ambassade à Berlin. Septembre 1931-Octobre 1938, Paris, Flammarion, 1946, 357 p.
- De Versailles à Potsdam. La France et le problème allemand contemporain, 1919-1945, Paris, Flammarion, 1948.
- Carnets d'un captif, Arthème Fayard, Paris, 1952, 434 p.
- Au Palais Farnèse. Souvenir d’une ambassade à Rome 1938-1940, Fayard, Paris, 1961, 187 p.
- Au fil des jours, propos d'un libéral 1942-1962, Flammarion. 1962, 372 p.
- Au fil des jours, propos d'un libéral 1962-1965, Flammarion. 1966, 345 p.
- Stendhal en Allemagne, Hachette, 1967, 109 p.

## Verwijzingen
1. ↑  The Rise and Fall of the Third Reich, door: William L. Shirer (1960)
2. ↑  https://web.archive.org/web/20050508120949/http://www.catholica.nl/archief/nr9/PiusXII.html
3. 1 2  Grote Winkler Prins, door: Red. Grote Winkler Prins, negende druk, 1991, dl. 9, blz. 221
4. ↑  De functie van hoge commissaris werd hierna afgeschaft.

- Biblioteca Nacional de España: XX1100257
- Bibliothèque nationale de France: cb119034340 (data)
- Catàleg d'autoritats de noms i títols de Catalunya: 981058608303706706
- Gemeinsame Normdatei: 118534726
- International Standard Name Identifier: 0000 0001 1023 356X
- Library of Congress Control Number: n85381411
- Nationale Bibliotheek van Tsjechië: xx0029954
- Nationale Bibliotheek van Israël: 987007261369105171
- Nederlandse Thesaurus van Auteursnamen: 06751104X
- Istituto Centrale per il Catalogo Unico: RAVV051160
- LIBRIS: 187317
- Système universitaire de documentation: 026873087
- Virtual International Authority File: 29533980
- WorldCat: E39PBJppyMFbQyHggB3dgpCmh3

## Bron
- Grote Winkler Prins, door: Red. Grote Winkler Prins, negende druk, 1991, dl. 9, blz. 221